# Adesmus collaris
Adesmus collaris es una especie de escarabajo longicornio del género Adesmus, categorizada en la tribu Hemilophini, de la subfamilia Lamiinae. Fue descrita por Melzer en 1931.

## Descripción
Mide 9-11,2 mm de longitud.

## Distribución
Se distribuye por Brasil.